# آجمیان
آجمیان (زبان ارمنی: Աճեմյան), یکی از نام‌های خانوادگی رایج در میان ارمنیان است.
- آریل آجمیان، پرتره‌نگار، تذهیب‌کار و نقاش
- چارلز آجمیان
- گئورگ آجمیان
- مارو آجمیان،  نوازنده پیانو
- مکرتیچ آچمیان،
- وارطان آجمیان (زاده ۱۹۵۶)
- وارطان آجمیان،  هنرپیشه، و کارگردان
- هوهانس آجمیان (خواننده)، خواننده
- یوگینه آجمیان